# Merum (Loppersum)
Merum ist ein Weiler in der Gemeinde Eemsdelta (bis zum 31. Dezember 2020 Loppersum) in der Provinz Groningen. Es liegt nördlich von Garrelsweer und ist nur von dort erreichbar.
Bei dem Ort lag eine Warft, die im 19. Jahrhundert vollständig abgegraben wurde. Der Name  Merum kommt wahrscheinlich von heem (Heim) von Mere, ein Familienname.